# María Capovilla
María Esther Heredia de Capovilla, međunarodno znana kao María Capovilla (14. rujna 1889. – 27. kolovoza 2006.), ekvadorska prekostogodišnjakinja i, u trenutku svoje smrti u dobi od 116 godina i 347 dana, držateljica Guinnessova svjetskog rekorda kao najstarija živuća osoba na svijetu. Bila je posljednja preostala osoba rođena 1880-ih godina.
Capovilla je dosad najstarija osoba Južne Amerike, ali i južne hemisfere. U trenutku njezine smrti bila je jedna od sedam potvrđenih ljudi koji su dosegli dob od 116 godina. Capovilla je također najstarija osoba iz neke zemlje u razvoju.

## Biografija
Rođena u Guayaquilu kao María Esther Heredia Lecaro, bila je kći pukovnika i živjela život među elitom gornje klase, obnašavši socijalne funkcije i pohađavši sate umjetnosti. Nikad nije pušila ili pila žestoka alkoholna pića. Godine 1917. udala se za vojnog časnika Antonija Capovillu koji je umro 1949. godine. Antonio, etnički Talijan, rodio se 1864. godine u Puli u Carevini Austriji (sada u Hrvatskoj). Godine 1894. preselio se u Čile, a 1910. godine u Ekvador. Nakon što mu je prva supruga umrla, oženio se za Maríju. Imali su petero djece od kojih je troje doživjelo Maríjinu smrt: Hilda (81), Irma (80) i sin Anibal (78). Usto je imala dvanaestero unučadi, dvadesetero praunučadi i dvoje šukununučadi.
U dobi od 100 godina Maria je zamalo umrla i udijeljena joj je posljednja pomast, no otada je bila bez zdravstvenih problema. U prosincu 2005. godine, u dobi od 116 godina, Maria je bila dobra zdravlja za nekoga njezine dobi te je gledala TV, čitala novine i hodala bez pomoći štapa (iako je imala pomoćnika). Nažalost, Maria nije mogla napustiti svoj dom posljednje dvije godine prije svoje smrti te je svoj dom dijelila sa svojom najstarijom kćeri Hildom i svojim zetom. U medijskom intervjuu Maria je izrazila nezadovoljstvo činjenicom da je ženama danas dopušteno posluživati muškarce, umjesto da bude obratno.
Do ožujka 2006. godine Capovillino se zdravlje narušilo i više nije mogla čitati novine. Maria je gotovo prestala govoriti i nije hodala osim uz pomoć dviju osoba. No Capovilla je još mogla sjediti u svojem stolcu i hladiti se lepezom te se dobro držala sve dok nije podlegla borbi s pneumonijom u posljednjem tjednu kolovoza 2006. godine, samo 18 dana prije nego što bi proslavila svoj 117. rođendan.

## Više informacija
- najstariji ljudi

## Vanjske poveznice
- guinnessworldrecords.com
- The word from the world's oldest person (with photo)
- World's Oldest Woman dies at 116
- Ecuadoran woman who once drank donkey milk is now world's oldest (with family photo)  Arhivirana inačica izvorne stranice od 19. srpnja 2006. (Wayback Machine)
- Ecuadorean woman, 116, is world's oldest (story notes Mrs Capovilla walks with assistance, not unaided)